# NXT Women’s Tag Team Championship
NXT Women's Tag Team Championship – były tytuł dywizji tag team profesjonalnego wrestlingu promowany przez federację WWE i broniony przez zawodniczki występujące w brandzie NXT. Był jednym z dwóch mistrzostw drużynowych dla kobiet, w tej organizacji obok WWE Women’s Tag Team Championship należącego do brandów Raw i SmackDown. Inauguracyjnymi mistrzyniami były Dakota Kai i Raquel González.

## Historia
14 lutego 2021 Dakota Kai i Raquel González wygrały pierwszy, w historii żeński turniej Dusty Rhodes Tag Team Classic, pokonując w finale drużynę Ember Moon i Shotzi Blackheart na gali NXT TakeOver: Vengeance Day. Nagrodą była również walka o WWE Women's Tag Team Championship z mistrzyniami Nią Jax i Shayną Baszler. 3 marca 2021 Jax i Baszler zdołały obronić tytuł, z nieczystym zakończeniem walki. 10 marca 2021 zważywszy na kontrowersyjne zakończenie tego starcia, Generalny Menadżer NXT William Regal utworzył NXT Women's Tag Team Championship i podarował nowe mistrzostwa dla Kai i González.
Tytuł zmienił posiadaczki zaledwie godzinę później, ponieważ nowe mistrzynie przyjęły wyzwanie od swoich rywalek z turnieju Dusty Rhodes, czyli Ember Moon i Shotzi Blackheart, gdzie ta druga drużyna wyszła zwycięsko.

## Wygląd pasa mistrzowskiego
Konstrukcja pasa NXT Women’s Tag Team Championship jest prawie identyczna jak do męskiego odpowiednika NXT Tag Team Championship, z kilkoma wyjątkami. Pasek był mniejszy, aby pasował do kobiecej talii i jest biały zamiast czarnego. Nad pionowym logo NXT na płycie środkowej znajduje się napis „Women’s Tag Team” zamiast samego „Tag Team”. W przypadku konfigurowalnych płyt bocznych, domyślne płyty boczne mają pionowe logo NXT zamiast logo WWE. Logo WWE brakuje również w samym środku logo NXT na płycie środkowej.

## Panowania
W historii tego tytułu wyróżnienie posiadało dziewięć drużyn. Dakota Kai i Raquel González były mistrzyniami inauguracyjnymi. Ich panowanie było również najkrótsze, bo wynosiło zaledwie 56 minut. Panowanie Katany Chance i Kayden Carter było najdłuższe spośród wszystkich i trwało 186 dni. Candice LeRae zdobyła tytuł mając 35 lat, co czyniło ją najstarszą mistrzynią, a Roxanne Perez wygrała mistrzostwo mając 20 lat, będąc najmłodszą mistrzynią.
| Nr        | Ogólny numer panowania                                                     |
| Panowanie | Liczba panowań konkretnego mistrza                                         |
| Dni       | Liczba dni panowania                                                       |
| Dni roz.  | Dni panowania, które są uznawane przez federację na jej oficjalnej stronie |
| <1        | Oznacza, że panowanie trwało mniej niż jeden dzień                         |
| +         | Oznacza, że liczba dni w posiadaniu wzrasta z kolejnym dniem               |

| Nr | Mistrzynie                                 | Zmiana mistrza            | Zmiana mistrza                   | Zmiana mistrza  | Statystyki panowania | Statystyki panowania | Statystyki panowania | Notka | Odn.   |
| Nr | Mistrzynie                                 | Data                      | Gala                             | Miejsce         | Panowanie            | Dni                  | Dni roz.             | Notka | Odn.   |
| -- | ------------------------------------------ | ------------------------- | -------------------------------- | --------------- | -------------------- | -------------------- | -------------------- | --- | ------ |
| 1  | Dakota Kai i Raquel González               | 10 marca 2021(dts)        | NXT                              | Orlando, FL     | 1                    | <1                   | <1                   | Ze względu na kontrowersyjne zakończenie walki o WWE Women’s Tag Team Championship przeciwko Nii Jax i Shaynie Baszler, generalny menedżer NXT, William Regal ustanowił NXT Women’s Tag Team Championship i wręczył tytuły dla Kai i González. | [ 4 ]  |
| 2  | Ember Moon i Shotzi Blackheart             | 10 marca 2021(dts)        | NXT                              | Orlando, FL     | 1                    | 55                   | 55                   | | [ 4 ]  |
| 3  | The Way (Candice LeRae i Indi Hartwell)    | 4 maja 2021(dts)          | NXT                              | Orlando, FL     | 1                    | 63                   | 63                   | Był to Street Fight. | [ 5 ]  |
| 4  | Io Shirai i Zoey Stark                     | 6 lipca 2021(dts)         | NXT: The Great American Bash     | Orlando, FL     | 1                    | 112                  | 111                  | | [ 6 ]  |
| 5  | Toxic Attraction (Gigi Dolin i Jacy Jayne) | 26 października 2021(dts) | NXT 2.0: Halloween Havoc         | Orlando, FL     | 1                    | 158                  | 158                  | Był to Spin the Wheel, Make the Deal: Triple threat tag team Scareway to Hell Ladder match, w którym brały również udział Indi Hartwell i Persia Pirotta. | [ 7 ]  |
| 6  | Dakota Kai i Raquel González               | 2 kwietnia 2022(dts)      | Stand & Deliver Kickoff          | Dallas, TX      | 2                    | 3                    | 3                    | | [ 8 ]  |
| 7  | Toxic Attraction (Gigi Dolin i Jacy Jayne) | 5 kwietnia 2022(dts)      | NXT 2.0                          | Orlando, FL     | 2                    | 91                   | 91                   | | [ 9 ]  |
| 8  | Cora Jade i Roxanne Perez                  | 5 lipca 2022(dts)         | NXT 2.0: The Great American Bash | Orlando, FL     | 1                    | 14                   | 14                   | | [ 10 ] |
| 8  | Roxanne Perez                              | 19 lipca 2022(dts)        | NXT 2.0                          | Orlando, FL     | —                    | 7                    | 7                    | 12 lipca na odcinku NXT 2.0, Cora Jade obróciła się przeciwko Perez. W następnym tygodniu, Jade upuściła swój tytuł do kosza na śmieci, wakując jej połowę mistrzostwa. WWE.com wymienia to jako osobny wpis w oficjalnej historii tytułów, ale nie jest jasne, czy WWE postrzega to jako oficjalne drugie panowanie Perez, czy tylko kontynuację jej panowania z Jade. | [ 11 ] |
| —  | Wakat                                      | 26 lipca 2022(dts)        | NXT 2.0                          | Orlando, FL     | —                    | —                    | —                    | Roxanne Perez zwakowała inną połowę mistrzostwa z powodu nie posiadania tag team partnerki. | [ 12 ] |
| 9  | Katana Chance i Kayden Carter              | 2 sierpnia 2022           | NXT 2.0                          | Orlando, FL     | 1                    | 186                  | 186                  | Był to Fatal 4-way tag team elimination match o zwakowany tytuł, w którym brały również udział Ivy Nile i Tatum Paxley, Toxic Attraction (Gigi Dolin i Jacy Jayne) oraz Yulisa Leon i Valentina Feroz. | [ 13 ] |
| 10 | Fallon Henley i Kiana James                | 4 lutego 2023             | Vengeance Day                    | Charlotte, NC   | 1                    | 56                   | 56                   | | [ 14 ] |
| 11 | Alba Fyre i Isla Dawn                      | 1 kwietnia 2023           | Stand & Deliver                  | Los Angeles, CA | 1                    | 83                   | 83                   | W wyniku draftu, Alba Fyre i Isla Dawn zostały przeniesione do brandu SmackDown. | [ 15 ] |
| —  | Unifikacja                                 | 23 czerwca 2023           | SmackDown                        | Lafayette, LA   | —                    | —                    | —                    | Ronda Rousey i Shayna Baszler pokonały Albę Fyre i Islę Dawn unifikując NXT Women’s Tag Team Championship z WWE Women’s Tag Team Championship. NXT Women’s Tag Team Championship zostało zdezaktywowane z uznaniem Fyre i Dawn jako ostatnie mistrzynie. | [ 16 ] |

## Łączne długości panowań

### Drużynowo
| Miejsce | Drużyna                                    | Liczba panowań | Łączna liczba dni | Łączna liczba dni według WWE |
| ------- | ------------------------------------------ | -------------- | ----------------- | ---------------------------- |
| 1       | Toxic Attraction (Gigi Dolin i Jacy Jayne) | 2              | 249               | 249                          |
| 2       | Katana Chance i Kayden Carter              | 1              | 186               | 186                          |
| 3       | Io Shirai i Zoey Stark                     | 1              | 112               | 111                          |
| 4       | Alba Fyre i Isla Dawn                      | 1              | 83                | 83                           |
| 5       | The Way (Candice LeRae i Indi Hartwell)    | 1              | 63                | 63                           |
| 6       | Fallon Henley i Kiana James                | 1              | 56                | 56                           |
| 7       | Ember Moon i Shotzi Blackheart             | 1              | 55                | 55                           |
| 8       | Cora Jade i Roxanne Perez                  | 1              | 14                | 14                           |
| 9       | Dakota Kai i Raquel González               | 2              | 3                 | 3                            |

### Indywidualnie
| Miejsce | Wrestlerka        | Liczba panowań | Łączna liczba dni | Łączna liczba dni według WWE |
| ------- | ----------------- | -------------- | ----------------- | ---------------------------- |
| 1       | Gigi Dolin        | 2              | 249               | 249                          |
| 1       | Jacy Jayne        | 2              | 249               | 249                          |
| 3       | Katana Chance     | 1              | 186               | 186                          |
| 3       | Kayden Carter     | 1              | 186               | 186                          |
| 5       | Io Shirai         | 1              | 112               | 111                          |
| 5       | Zoey Stark        | 1              | 112               | 111                          |
| 7       | Alba Fyre         | 1              | 83                | 83                           |
| 7       | Isla Dawn         | 1              | 83                | 83                           |
| 9       | Candice LeRae     | 1              | 63                | 63                           |
| 9       | Indi Hartwell     | 1              | 63                | 63                           |
| 11      | Fallon Henley     | 1              | 56                | 56                           |
| 11      | Kiana James       | 1              | 56                | 56                           |
| 13      | Ember Moon        | 1              | 55                | 55                           |
| 13      | Shotzi Blackheart | 1              | 55                | 55                           |
| 15      | Roxanne Perez     | 2              | 21                | 21                           |
| 16      | Cora Jade         | 1              | 14                | 14                           |
| 17      | Dakota Kai        | 2              | 3                 | 3                            |
| 17      | Raquel González   | 2              | 3                 | 3                            |